# 第82空挺師団 (アメリカ軍)
第82空挺師団（だいはちじゅうにくうていしだん、82nd Airborne Division）は、アメリカ陸軍の師団のひとつ。第18空挺軍団隷下の緊急展開部隊として常に一部の部隊は即応体制を敷いている。ニックネームはオール・アメリカン（エンブレムAAはAll Americanから）、師団創設時、出身者が48州（当時）全てに及んだ為このように呼ばれることとなる。
第18空挺軍団の空挺部隊の中では第101空挺師団がヘリボーン作戦に重点を置いている。
2006年、師団はモジュラー・フォース化改編を受けて、4個の歩兵旅団戦闘団から編成されるように再編成された。

## 沿革
- 1917年 - 第一次世界大戦を受けて歩兵師団としてジョージア州で創設。
- 1918年 - ヨーロッパ戦線に参加。
- 1919年3月 - 第一次世界大戦終戦のため、アメリカ合衆国へ帰還。同年9月、師団司令部を除き、兵員の動員を解除。
- 1942年3月 - 第二次世界大戦を受けて兵員の動員を開始。
- 1942年8月 - 空挺師団へ改編。
- 1943年7月 - シチリア島上陸作戦（ハスキー作戦）でシチリア島ヴィットリア付近に空挺降下。
- 1943年9月 - イタリアのサレルノ上陸作戦でドイツ軍の背後へ空挺降下。
- 1944年6月 - ノルマンディー上陸作戦で第101空挺師団とともに、連合軍海岸堡の西翼を掩護するために空挺降下。
- 1944年9月 - マーケット・ガーデン作戦において、英第30軍団のオランダへの進撃ルートを確保するため、ナイメーヘンへ空挺降下。
- 1946年1月 - 第二次世界大戦終戦のため、アメリカ合衆国へ帰還。
- 1965年4月 - ドミニカ共和国へ派遣され、治安維持活動を実施。
- 1968年1月 - 第82空挺師団第3旅団（第505パラシュート歩兵連隊基幹）がベトナムへ派遣され、サイゴンからカンボジア国境付近での警備を実施。
- 1983年10月 - グレナダ侵攻作戦（Operation Urgent Fury）において、増援部隊として派遣される。
- 1988年3月 - ホンジュラスの領土主権の為の作戦（Operation Golden Pheasant）。ホンジュラスの国境がニカラグアのサンディニスタ軍の侵攻に脅かされた為、対抗してホンジュラスに第504落下傘歩兵大隊と第505落下傘歩兵連隊を派兵し、軍事訓練を開始。サンディニスタはすぐに撤退した。
- 1989年12月 - パナマ侵攻作戦（Operation Just Cause）で第504パラシュート歩兵連隊を基幹とする第82空挺師団第1旅団戦闘団がトクメン・トリホス空港において大規模なパラシュート降下作戦を実施した。この作戦の時は空挺戦車部隊1個中隊（M551 シェリダン空挺戦車10輌装備）をパラシュート降下させている。
- 1990年8月 - イラクのクウェート侵攻時、サウジアラビア防衛のため、緊急展開を行う。
- 1992年8月 - ハリケーン・アンドリューの被災者救援のためフロリダにおいて大規模な救援活動を実施。
- 1999年6月 - コソボへ派遣され平和維持活動を実施。
- 2001年 - アフガニスタンへ派遣
- 2020年 - イランとアメリカの緊張状態（バグダード国際空港攻撃事件など）を受けてイラクへ派遣[1]
- 2022年2月 - ロシア・ウクライナ危機の事態緊迫化に伴い、3000人規模の部隊を東欧に派遣。

## 編制

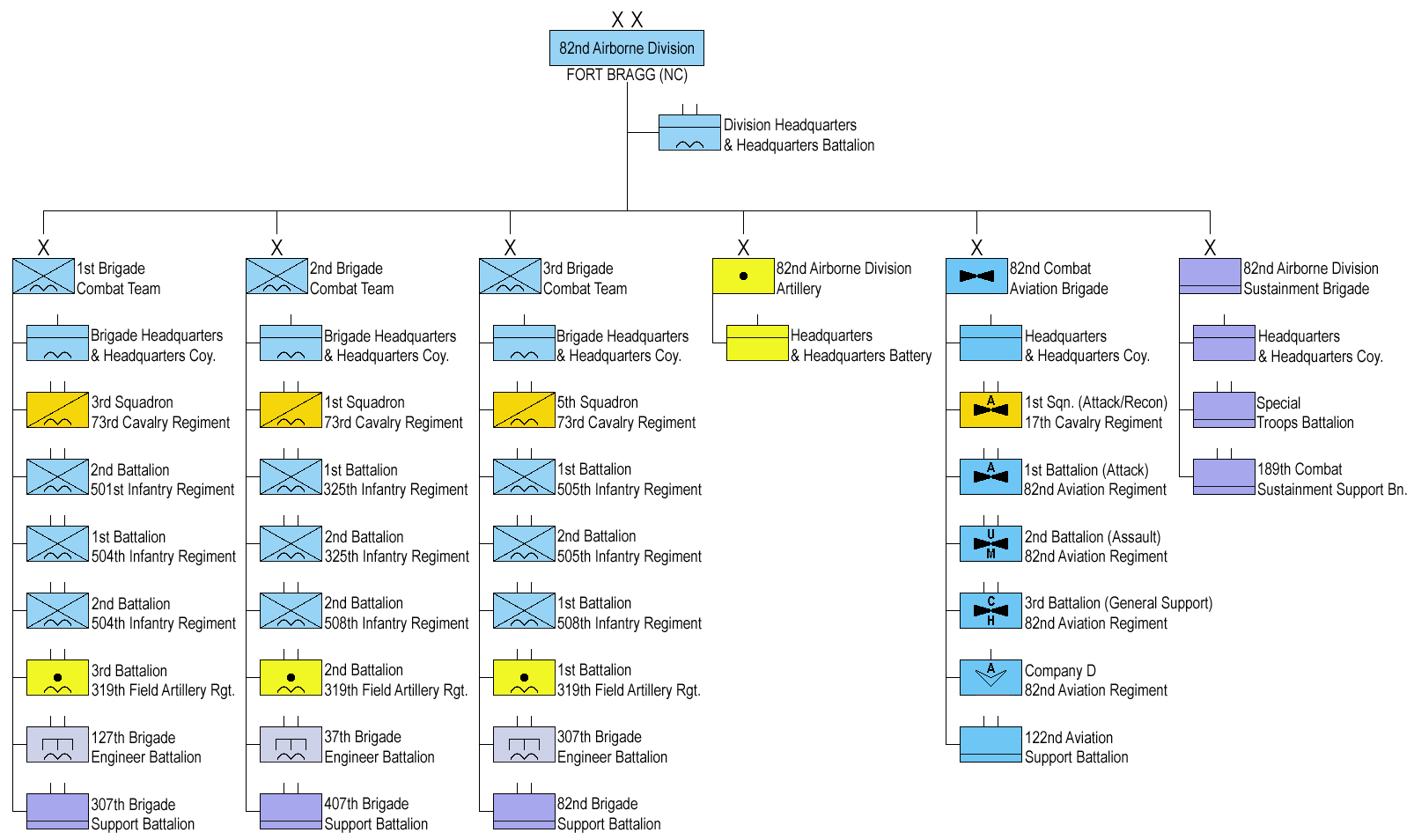
2021年時点の第82空挺師団の編制図

第82空挺師団 師団司令部及び司令部大隊、3個歩兵旅団戦闘団、師団砲兵隊、戦闘航空旅団、維持旅団で構成されている。
- 師団司令部及び司令部大隊
  - 司令部及び司令部中隊 (HHC)
  - A中隊 (作戦中隊)
  - B中隊 (情報及び維持中隊)
  - C中隊 (師団通信中隊)
  - 第82空挺師団軍楽隊
  -  アメリカ陸軍上級空挺学校
  -  第49広報分遣隊

第1歩兵旅団戦闘団 "Devil Brigade"

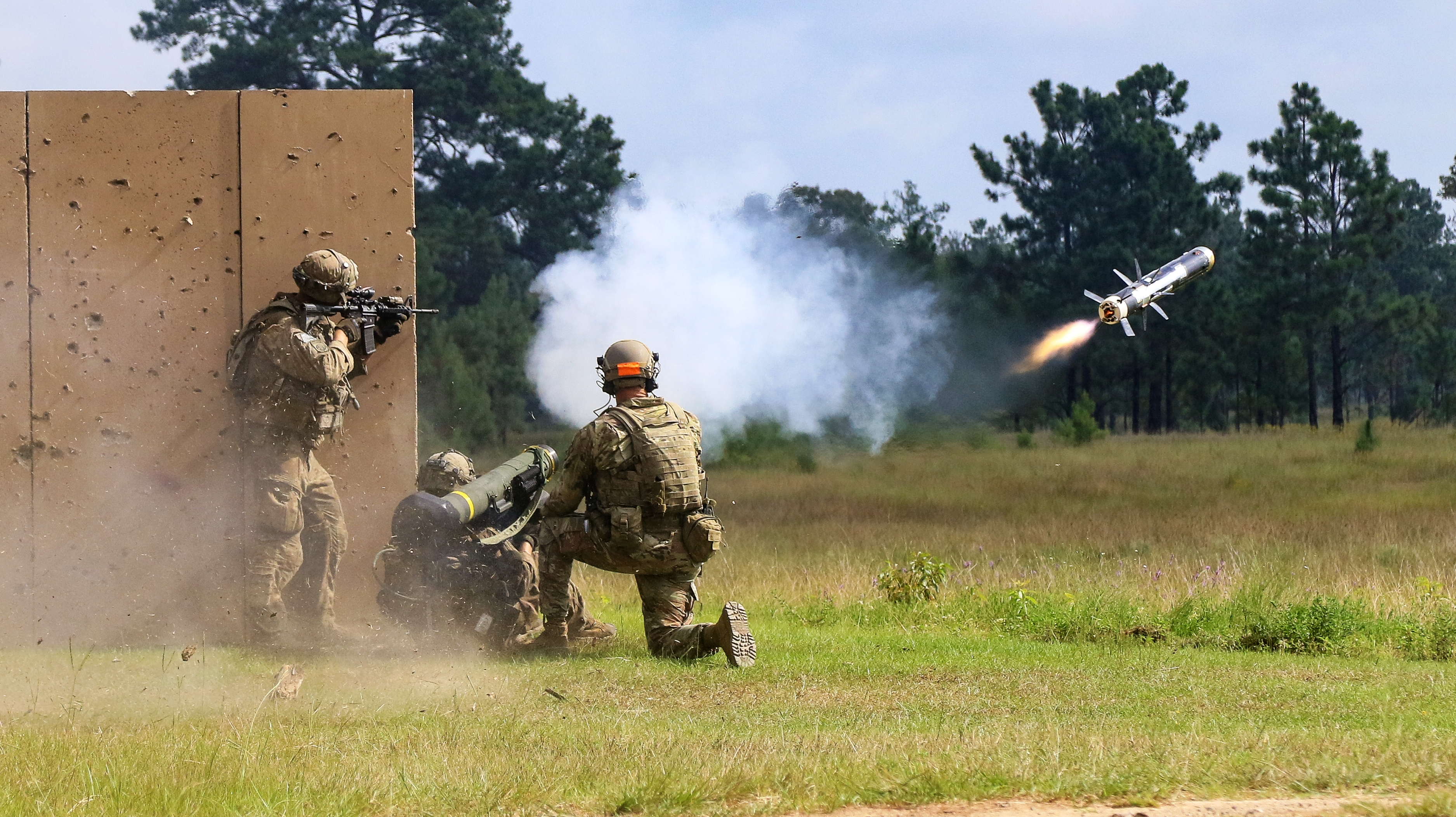
FGM-148 ジャベリンを発射する第504歩兵連隊の空挺兵 (2019年8月5日)

- 司令部及び司令部中隊 (HHC)
- 第504歩兵連隊第1大隊
- 第504歩兵連隊第2大隊
- 第501歩兵連隊第2大隊
- 第73騎兵連隊第3大隊
- 第319空挺野戦砲兵連隊第3大隊
- 第127旅団工兵大隊
- 第307旅団支援大隊

第2歩兵旅団戦闘団 "Falcon Brigade"

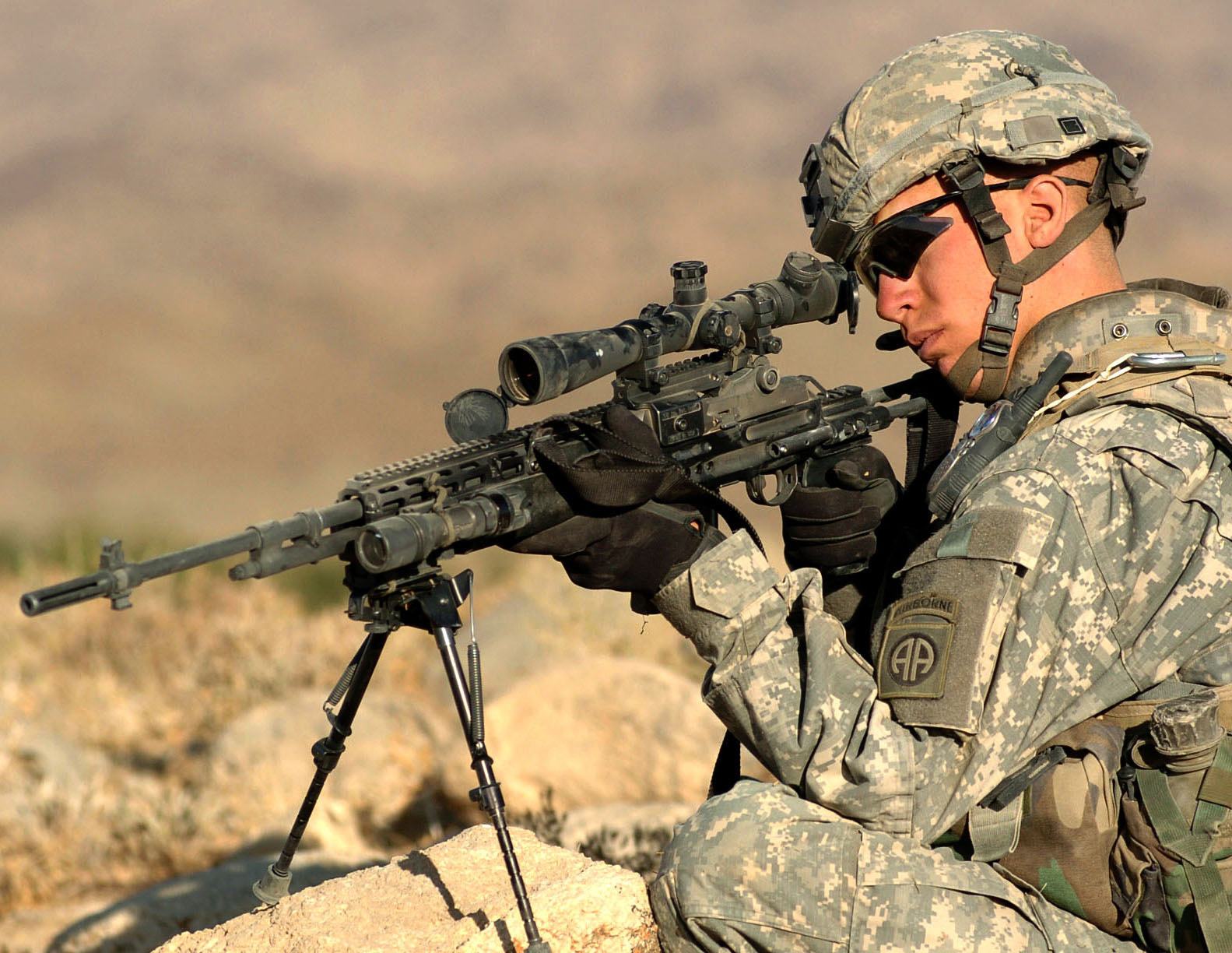
アフガニスタンで監視任務を行う第325歩兵連隊の空挺兵

- 司令部及び司令部中隊 (HHC)
- 第325歩兵連隊第1大隊
- 第325歩兵連隊第2大隊
- 第508歩兵連隊第2大隊
- 第73騎兵連隊第1大隊
- 第319空挺野戦砲兵連隊第2大隊
- 第37旅団工兵大隊
- 第407旅団支援大隊

第3歩兵旅団戦闘団 "Panther Brigade" (1970年-2000年の間は「ゴールデン旅団」と言われていた。)

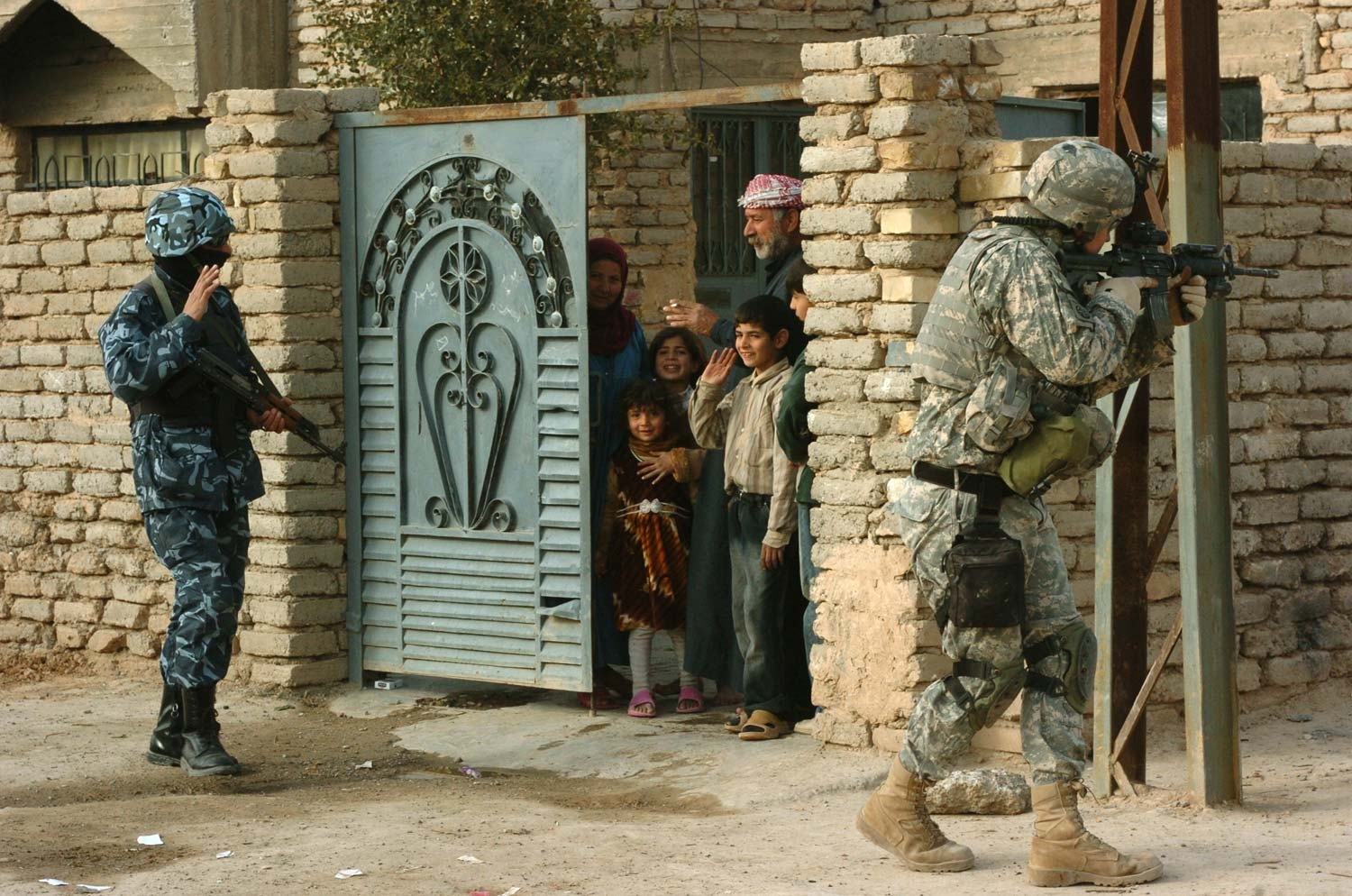
イラクのサーマッラーで現地の警察官と合同パトロールを実施する第505歩兵連隊の空挺兵

- 司令部及び司令部中隊 (HHC)
- 第505歩兵連隊第1大隊
- 第505歩兵連隊第2大隊
- 第508歩兵連隊第1大隊
- 第73騎兵連隊第5大隊
- 第319空挺野戦砲兵連隊第1大隊
- 第307旅団工兵大隊
- 第82旅団支援大隊

第82空挺師団砲兵隊 (各歩兵旅団戦闘団に所属する砲兵大隊の訓練を監督し、即応性を確保する。)
- 司令部及び司令部中隊

戦闘航空旅団 "Pegasus Brigade"

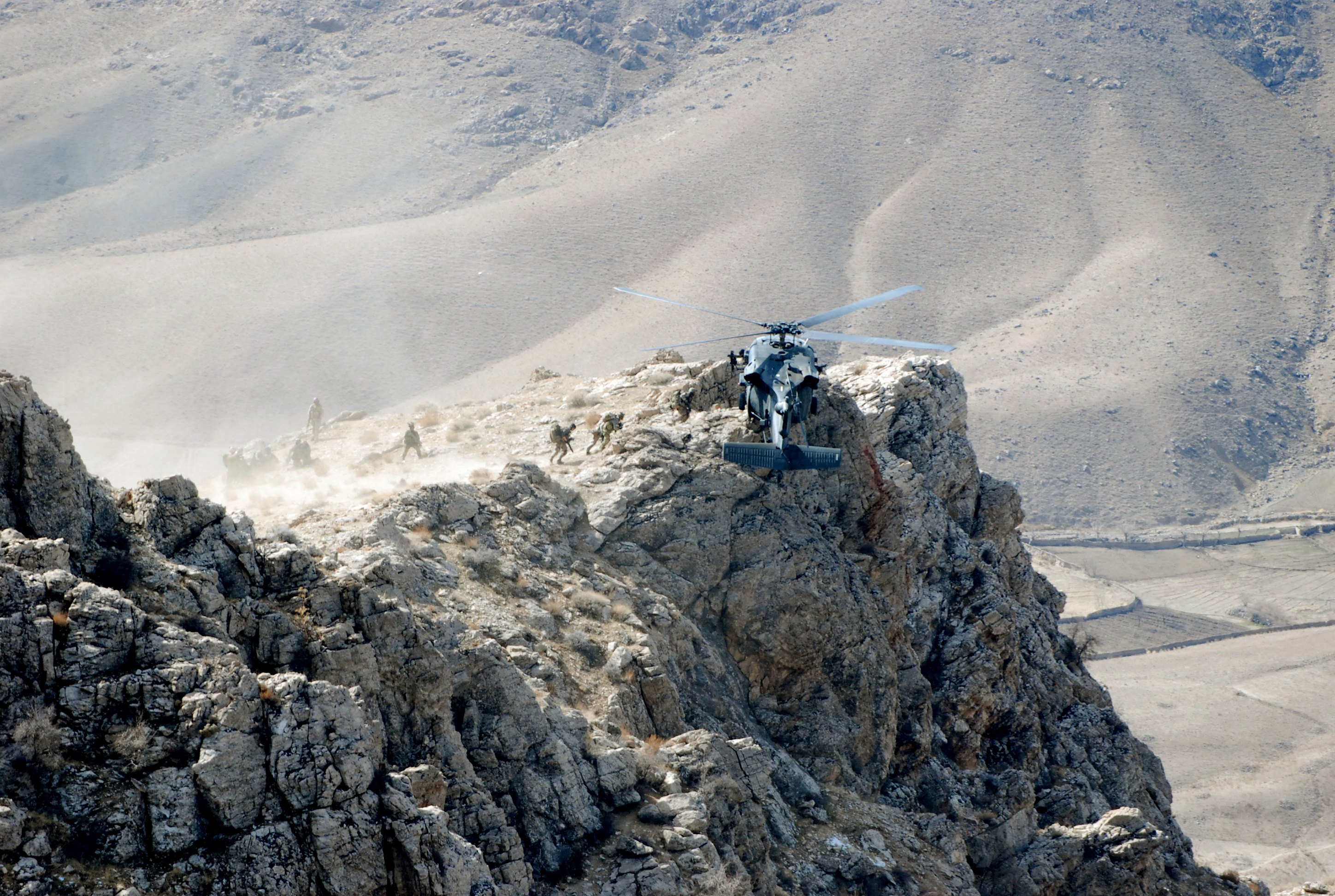
アフガニスタンで特殊部隊を回収する第82航空連隊第2大隊A中隊

- 司令部及び司令部中隊 (HHC)
- 第82航空連隊D中隊 MQ-1C (2017年2月16日にMQ-1C グレイ・イーグル運用部隊として独立して編制。戦闘航空旅団のいずれの大隊にも所属していない。)
- 第17騎兵連隊第1大隊 (重突撃/偵察)、AH-64 アパッチ
- 第82航空連隊第1大隊 (突撃)、AH-64 アパッチ
- 第82航空連隊第2大隊 (強襲)、UH-60 ブラックホーク
- 第82航空連隊第3大隊 (全般支援)、CH-47 チヌーク及びUH-60 ブラックホーク
- 第122航空支援大隊

維持旅団
- 司令部及び司令部中隊 (HHC)
- 特別任務大隊
- 第189戦闘維持支援大隊

第4旅団戦闘団は、2013年秋に解散した。
- 特別任務大隊、解散
- 第321野戦砲兵連隊第2大隊、解散
- 第782旅団支援大隊、解散。なお、残りの3個旅団戦闘団の支援大隊を増強するため一部の中隊が使用された。
- 第73騎兵連隊第4大隊、第1旅団戦闘団に編入され、新たに第501歩兵連隊第2大隊となった
- 第508歩兵連隊第2大隊、第2旅団戦闘団に移管
- 第508歩兵連隊第1大隊、第3旅団戦闘団に移管